# Contrôle des capitaux
Le contrôle des capitaux désigne l'ensemble des mesures légales ou réglementaires qui permettent à un État de réguler ou contrôler les entrées et les sorties de capitaux d'un périmètre donné, généralement d'un pays entier. Ces mesures sont généralement mises en place afin de limiter l'instabilité financière et le risque de crise économique.
Les contrôles de capitaux ont été utilisés pour éviter des fuites des capitaux, de trop grandes variations du taux de change, ou encore dans le cadre de la lutte contre le blanchiment d'argent.

## Concept
Les contrôles de capitaux se basent sur des mesures législatives ou réglementaires. Elles permettent à la puissance publique d'intervenir dans la direction des flux économiques. Elles peuvent se baser sur l'origine des flux visés, comme dans le cas des taxes sur les transactions financières. D'autres restrictions, voire des interdictions, peuvent être mises en place par le gouvernement pour réglementer les flux de marchés de capitaux vers ou depuis le compte de capital du pays.
Ces mesures peuvent être imposées à l'ensemble de l'économie, à un secteur spécifique (généralement le secteur financier), ou à une industrie spécifique (par exemple les opérateurs d'importance vitale). Elles peuvent s'appliquer à tous les flux, ou peuvent se différencier par le type ou la durée de l'écoulement (endettement, fonds propres, investissements directs ; court terme, moyen et long terme), ou encore par le montant de chaque mouvement.
Les types de contrôles de capitaux comprennent les contrôles des changes qui empêchent ou limitent l'achat et la vente d'une monnaie nationale au taux de marché, des plafonds sur le volume de vente internationale autorisé ou l'achat de divers actifs financiers, les taxes de transaction, telles que la proposition de taxe Tobin, la durée minimale du séjour, les exigences pour l'approbation obligatoire, ou même des limites sur la quantité d'argent qu'un citoyen privé est autorisé à retirer du pays. Il y a eu plusieurs changements d'avis sur si les contrôles de capitaux sont bénéfiques et dans quelles circonstances ils doivent être utilisés.
Les contrôles de capitaux sont souvent débattus dans le cadre de du triangle d'incompatibilité de Mundell. Il est impossible pour un pays d'avoir à la fois un taux de change fixe, une politique monétaire indépendante, et une libre circulation des capitaux (absence du contrôle des capitaux).

## Types

### Restriction d'investissements directs étrangers
Un pays peut limiter, contrôler ou interdire les investissements directs étrangers sur son territoire. Il peut aussi, à l'inverse, contrôler les investissements réalisés par des agents nationaux à l'étranger.

### Restriction d'investissements de portefeuille
Les États peuvent réguler les flux d'actifs financiers, c'est-à-dire les modifications de portefeuilles d'investisseurs. Ils peuvent ainsi limiter la sortie de dividendes du pays, ou au contraire, bloquer leur entrée.

### Régulation des transactions de dette
Les titres de dette sont des actifs financiers de première importante au sein du système financier international. Les puissances publiques peuvent mettre en place des régulations sur les transactions de titres de dette avec l'étranger.

### Contrôle de changes
Le contrôle de changes fait référence aux limitations imposées sur les échanges de devises.

## Histoire

### Avant la Première Guerre mondiale
Avant le XIXe siècle, il n'y a généralement que peu de nécessités de contrôle des capitaux en raison des faibles niveaux de commerce international et d'intégration financière. Dans le premier âge de la mondialisation, qui est communément situé entre 1870-1914, le contrôle des capitaux reste insignifiant,.

### De la Première à la Seconde Guerre mondiale (1914-1945)
Des contrôles de capitaux très restrictifs sont introduits avec le déclenchement de la Première Guerre mondiale. On observe un mouvement de relâchement des contrôles après la fin de la guerre, notamment durant les Roaring Twenties. Cette époque ne dure toutefois pas, et les contrôles sont à nouveau renforcés dans le sillage du Grand krach de 1929, qui mène à la Grande Dépression.
Ainsi, le retour en force des contrôles des capitaux est plus une réponse ad hoc des gouvernants face à ce qu'ils considèrent comme étant des flux potentiellement dommageables, plutôt qu'un véritable changement dans la théorie économique. L'historien de l'économie Barry Eichengreen laisse entendre que l'utilisation de contrôles de capitaux atteint un sommet au cours de la Seconde Guerre mondiale, mais l'opinion majoritaire est que la majorité des contrôles se produit après Bretton Woods,,.
Un exemple de contrôle des capitaux dans l'entre-deux-guerres a été le Reichsfluchtsteuer, introduit en 1931 par le Chancelier Brüning. L'impôt limite la sortie de capitaux des résidents fortunés du pays. À cette époque, l'Allemagne est en butte à des difficultés économiques en raison de la Grande Dépression et de la rudesse des réparations de guerre imposées à la suite de la Première Guerre mondiale. À la suite de la montée des Nazis au pouvoir en 1933, la taxe est redéfinie pour confisquer l'argent et les biens des Juifs fuyant l'antisémitisme d'état,,.

### Du Système de Bretton Woods au flottement libre (1945-1971)

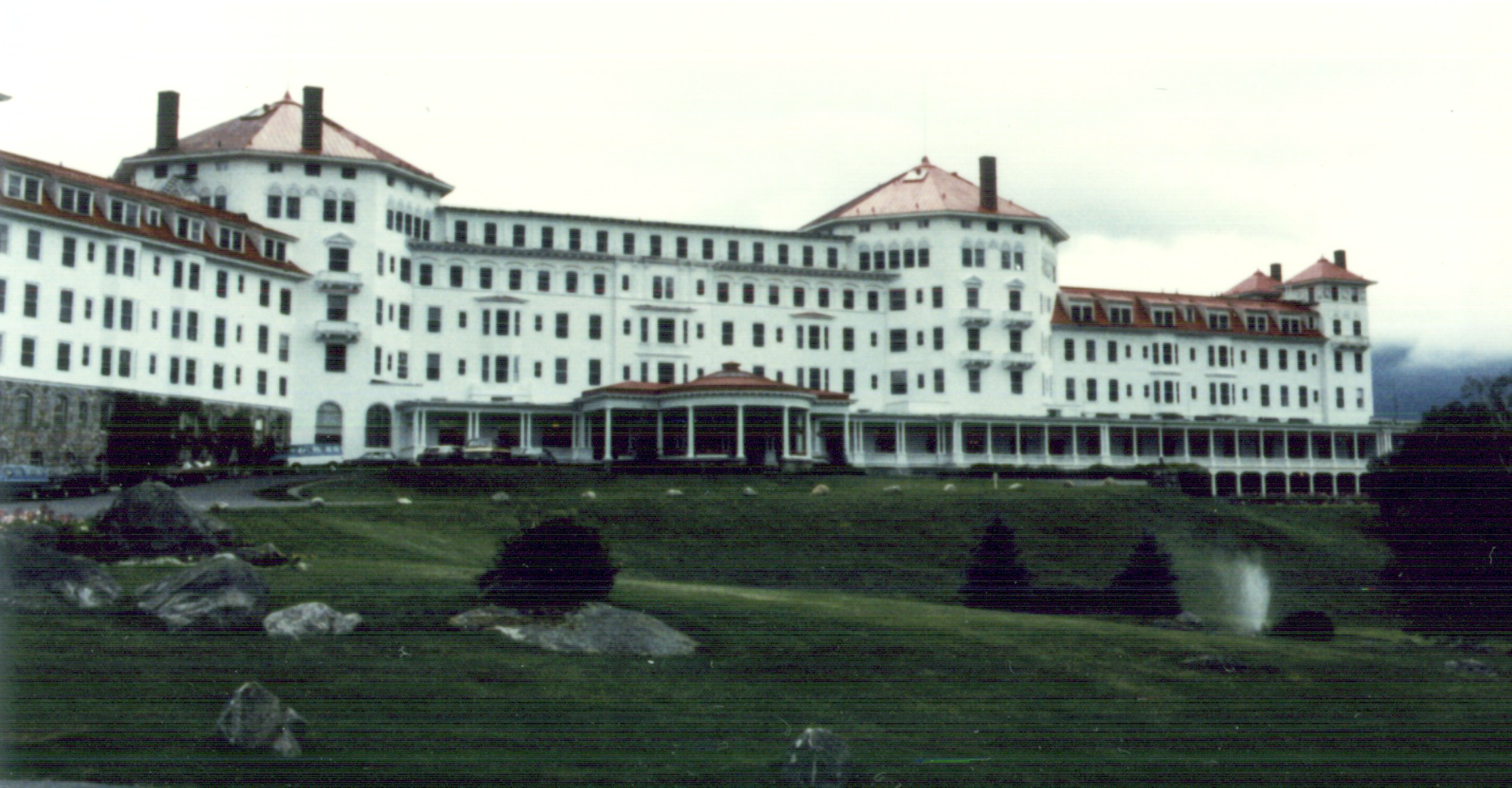
En 1944, un vaste système de contrôles de capitaux est mis en place lors de la conférence internationale Bretton Woods

À la fin de la Seconde Guerre mondiale, le capital international ne peut être déplacé librement de pays en pays, du fait des forts contrôles de capitaux mis en place dans le cadre du nouveau système de Bretton Woods. Ce système assure des taux de change fixes. Cela permet d'éviter les politiques du chacun pour soi qui avaient prévalu durant l'entre-deux-guerres.
Ces mesures sont très populaires car l'opinion publique occidentale voit d'un très mauvais œil les banquiers internationaux, les accusant d'être à l'origine de la Grande Dépression,. L'économiste britannique John Maynard Keynes envisage les contrôles de capitaux comme une caractéristique permanente du système monétaire international, même s'il accepte que la convertibilité des comptes courants doit être adoptée dès que la situation internationale sera suffisamment stabilisée. Cela signifie que les monnaies sont librement convertibles dans le but de faciliter le commerce international des biens et services, mais pas les transactions de comptes de capitaux. Les pays industriels détendent pour la plupart leurs contrôles aux alentours de 1958 pour permettre cela. Le grand architecte de Bretton Woods, l'américain Harry Dexter White, et son supérieur Henry Morgenthau, sont un peu moins radicaux que Keynes, mais sont d'accord sur la nécessité permanente du contrôle des capitaux. Dans son discours de clôture de la conférence de Bretton Woods, Morgenthau parle de la façon dont les mesures adoptées feront « sortir les usurier du temple de la finance internationale ».
Au sortir de la guerre, la suprématie des thèses keynésiennes, notamment à travers la synthèse néoclassique, est telle que peu d'économistes s'opposent aux contrôles des capitaux. Milton Friedman est ici une exception. Cependant, à partir de la fin des années 1950, l'efficacité des contrôles de capitaux commence à être remise en question, en partie à la suite d'innovations telles que le marché de l'eurodollar. Selon Dani Rodrik, il est difficile de savoir dans quelle mesure cela est dû à un manque de volonté de la part des gouvernements de répondre de manière efficace, par rapport à une incapacité à le faire. Eric Helleiner fait valoir que la lourde pression de la part des banquiers de Wall Street réussit à convaincre les autorités américaines à ne pas soumettre le marché de l'eurodollar à des contrôles de capitaux. À partir de la fin des années 1960, les économistes sont en majorité d'accord pour dire que les contrôles de capitaux sont dans l'ensemble plus nuisibles que bénéfiques,.
Si effectivement le nombre de contrôles de capitaux de cette époque sont adressés aux financiers et banquier internationaux, certains sont dirigés vers des citoyens individuels. Par exemple, dans les années 1960, des citoyens britanniques se voient pendant un moment interdits de partir hors du pays avec plus 50 livres des vacances à l'étranger. Dans leur livre Cette fois, ce sera différent, les économistes Carmen Reinhart et Kenneth Rogoff, suggèrent que l'utilisation des contrôles de capitaux au cours de cette période, encore plus que la rapide croissance économique sont responsables du très faible niveau des crises bancaires qui ont lieu à l'époque de Bretton Woods.

### De Bretton Woods à la Grande récession (1971-2009)
Les années 1970 voient la fin de la suprématie du keynésianisme de la synthèse. Les théories de la nouvelle économie classique deviennent alors mainstream ; or, cette école est opposée aux contrôles de capitaux. Des hommes et des femmes politiques se réclamant de cette école (ou du monétarisme) sont élus à partir des années 1970, notamment aux États-Unis, au Canada, en Allemagne, en Suisse, puis au Royaume-Uni en 1979. La plupart des autres économies avancées et émergentes les suivent, principalement dans les années 1980 et au début des années 1990.
Au cours de la période allant de 1980 à 2009, les économistes sont d'avis que les contrôles de capitaux doivent être évités, sauf peut-être dans une situation de crise. À cette époque il est largement admis que l'absence de contrôles de capitaux permet au capital de circuler librement vers les secteurs où il est le plus nécessaire, aidant non seulement les investisseurs à profiter d'un bon rendement, mais aussi aidant les gens ordinaires à profiter de la croissance économique. Pendant les années 1980, de nombreuses économies émergentes décident ou sont contraintes à suivre les économies avancées en abandonnant leurs contrôles de capitaux, bien que plus de 50 économies émergentes conservent des contrôles de capitaux au moins partiellement.
L'opinion orthodoxe qui dénigre les contrôles de capitaux est remise en question à la suite de la crise financière asiatique de 1997. Les nations asiatiques qui conservent leurs contrôles de capitaux, tels que l'Inde et la Chine survivent à la crise sans trop de dommages. Le premier ministre de Malaisie Mahathir Mohamad, impose les contrôles de capitaux comme une mesure d'urgence en septembre 1998, à la fois un strict contrôle des changes et des limites sur les sorties des portefeuilles d'investissement ce sont révélés efficaces pour contenir les dégâts de la crise.
Au début des années 90, certains économistes pro-mondialisation comme Jagdish Bhagwati et certains auteurs dans des publications comme The Economist,, se prononcent en faveur d'un rôle limité des contrôles de capitaux.

### Après la crise mondiale de 2008

#### Remise en lumière
En 2009, la crise financière mondiale provoque une résurgence des thèses régulatrices, et notamment du keynésianisme, remettant en question l'école orthodoxe précédente. La position consensuelle économique au sujet des contrôles des capitaux évolue. Ainsi, lors de la crise financière en Islande, le FMI propose à l'Islande le contrôle des capitaux sur les sorties. C'est pour le FMI « un élément essentiel de la stratégie de politique monétaire, compte tenu de l'ampleur du potentiel de sorties de capitaux ».
Dans la seconde moitié de 2009, l'économie mondiale commence à se remettre de la crise financière mondiale, les flux de capitaux vers les économies de marché émergentes, notamment en Asie et en Amérique latine explosent, augmentant les risques d'instabilité financière macroéconomique. Plusieurs économies de marché émergentes répondent à ces préoccupations en adoptant des contrôles de capitaux ou prennent des mesures macroprudentielles ; par exemple, le Brésil impose une taxe sur les achats d'actifs financiers par les étrangers et Taiwan restreint l'achat des dépôts à terme par les investisseurs étrangers.
Le retour partiel en faveur d'un contrôle des capitaux est lié à un plus large consensus parmi les décideurs politiques pour une plus grande utilisation de la politique macro-prudentielle. Selon le journaliste économique Paul Mason, un accord international pour l'adoption globale de politiques macro-prudentielles au sommet du G-20 de Pittsburgh semble impossible au sommet de Londres, qui a lieu seulement quelques mois avant.
Des déclarations en faveur des contrôles des capitaux par divers économistes éminents, ainsi que des économistes du FMI en février 2010 (Jonathan D. Ostry et coll., 2010), puis en avril 2011, ont été salués comme la « fin d'une époque » qui a finalement conduit à un changement de position du FMI qui a longtemps estimé que les contrôles de capitaux ne doivent être utilisés que de manière limitée et temporaire, en dernier recours,,,,,,,.
Dans le sillage de la crise financière mondiale de 2007-2008, au fur et à mesure que l'afflux de capitaux augmente dans les économies émergentes, un groupe d'économistes du FMI met en valeur les éléments d'une boîte à outils politique pour gérer les risques d'instabilité des politiques macroéconomiques et financières et ceux liés à la volatilité des flux de capitaux. Le projet de boite à outils a pour rôle le contrôle des capitaux. Des études successives mettent l'accent sur la préoccupante instabilité financière découlant de la volatilité des flux de capitaux. Bien que ne représentant pas les opinions officielles du FMI, elles suscitent des débats parmi les décideurs politiques et la communauté internationale et permettent d'impulser un changement dans la position institutionnelle du FMI,,. Avec l'augmentation de l'utilisation de contrôles de capitaux au cours des dernières années, le FMI ne stigmatise plus l'utilisation des contrôles de capitaux aux côtés des politiques macroéconomiques et prudentielles pour gérer la volatilité des flux de capitaux. L'utilisation plus généralisée des contrôles de capitaux soulève cependant une multitude problèmes de coordination multilatérale, comme l'a par exemple énoncé le G-20, en écho aux préoccupations exprimées par John Maynard Keynes et Harry Dexter White il y a plus de 60 ans.
En septembre 2010, les économies émergentes connaissent un afflux énorme de capitaux. Ils résultent de carry trades attrayants pour les participants au marché, permis par les politiques monétaires expansionnistes que plusieurs grandes économies adoptent depuis 2008 en réponse à la crise. Cela a conduit des pays tels que le Brésil, le Mexique, le Pérou, la Colombie, la Corée, Taïwan, l'Afrique du Sud, la Russie et la Pologne à examiner la possibilité d'une augmentation de leurs contrôles de capitaux comme une réponse,.
En octobre 2010, à la suite d'une inquiétude croissante par rapport aux flux de capitaux et l'éventuelle imminence d'une guerre des monnaies, le financier George Soros suggère que les contrôles de capitaux seront beaucoup plus largement utilisés au cours des prochaines années. Cette opinion fait l'objet de débats au sein des analystes, qui est stimulé lorsque le ministre des finances du Chili affirme, en 2010, que son pays n'a pas l'intention de les utiliser,,.
Les contrôles de capitaux sont remis sur les devants de la scène politique aux États-Unis en février 2011, lorsqu'un collectif de 250 économistes présidés par Joseph E. Stiglitz publie une lettre ouverte à l'administration Obama, sur la base d'une étude du Fonds monétaire international (Ostry et al., 2010) qui soutient que contrôler les capitaux à court terme peut faire baisser les risques d'instabilité financière[réf. nécessaire]. La lettre demande à la présidence américaine de supprimer les clauses de divers accords commerciaux bilatéraux qui permettent de pénaliser l'utilisation de contrôles de capitaux.

#### Islande (2008-2017)
Pendant la crise financière de 2008 en Islande (qui est un membre de la Zone européenne de Libre échange, mais pas de l'Union Européenne), l'Islande impose des contrôles de capitaux en raison de l'effondrement de son système bancaire. En juin 2015, le gouvernement islandais déclare qu'ils prévoient d'enlever le contrôle des capitaux, cependant, puisque les plans incluent une taxe sur la sortie du capital en dehors du pays, ils ont en fait conservé le contrôle de capitaux. Le 12 mars 2017, le gouvernement islandais annonce l'arrêt des contrôles de capitaux[réf. nécessaire].

#### République de Chypre (2013-2015)
Chypre, un État membre de la zone Euro, qui est étroitement liée à la Grèce, impose des contrôles de capitaux temporaire en 2013 dans le cadre de sa réponse la crise bancaire chypriote de 2012. En avril 2015, les contrôles de capitaux sont supprimés.

#### Grèce (2015-)
Voir le contrôle des capitaux en Grèce.

## Politiques prudentielles
Les mesures de contrôles de capitaux prudentiels se distinguent des contrôles de capitaux tels que résumés ci-dessus car les règles prudentielles visent à atténuer le risque financier systémique, de réduire la volatilité liée au cycle économique, l'augmentation de la stabilité macroéconomique, augmenter le bien-être social.
Généralement, il s'agit de seulement réglementer les entrées de capitaux et prendre des politiques d'intervention ex-ante. L’exigence de « prudence » de cette réglementation devrait réduire les risques excessifs des processus d'accumulation grâce à une pensée responsable pour éviter l'émergence d'une crise financière et l'effondrement économique. Ex-ante signifie que la réglementation doit être menée avant une éventuelle crise contrairement à réglementation à la suite d'une crise.

## Débats et critiques

### Effets sur la croissance
Il n'existe pas de consensus académique sur l'effet des contrôles de capitaux sur la croissance. D'un point de vue théorique, le libre échange doit stimuler la croissance en permettant à l'épargne nationale d'être canalisée vers des secteurs productifs. Toutefois, en utilisant l'analyse par régression, des économistes tels que Dani Rodrik ne trouvent pas de corrélation positive entre la croissance et la libre circulation des capitaux.
La plupart des études au niveau national tendent à montrer que l'effet peut être positif à court terme, mais nul ou négatif à long terme. Quelques cas d'utilisation de contrôles de capitaux ayant abouti à une stabilisation macroéconomique (en complément d'autres outils) existent, comme le cas de la Malaisie pendant la crise économique asiatique dans les années 1990.

### Effets sur le commerce international
Les contrôles de capitaux peuvent freiner le commerce international de plusieurs manières. Les contrôles peuvent rendre plus difficile pour les importateurs et exportateurs d'obtenir des crédits export et import auprès des banques, comme ce fut le cas en Grèce pendant la crise de la dette publique grecque.

### Réduction du risque de crise financière
Les contrôles de capitaux pourraient aider à réduire le risque de crises financière,,,. Certains économistes, comme Carmen Reinhart et Kenneth Rogoff, soutiennent que la répression financière de l'époque du système de Bretton Woods a été responsable de la faible fréquence et ampleur des crises de cette époque.
Certaines études trouvent que les contrôles de capitaux réduisent la probabilité d'une crise de change. Ce résultat ne fait toutefois pas consensus.

### Accès aux marchés internationaux
Les contrôles de capitaux empêchent les États de bénéficier d'un des apports principaux de la libre circulation des capitaux, à savoir de lever des fonds auprès des marchés extérieurs pour les aider à atténuer les effets d'une récession temporaire.

### Efficacité dans la mise en œuvre
La capacité des États à mettre en place des contrôles de capitaux en situation de crise pour en limiter les effets ne fait pas l'objet de consensus économique. Des études de 2014 et 2015 indiquent que les mesures de contrôles de capitaux ont tendance à être acycliques, c'est-à-dire qu'elles ne répondent pas à l'activité économique,. Mais d'autres études, de 2017 et 2020, tendent à indiquer que les pays réagissent aux conditions macroéconomiques en introduisant des contrôles de capitaux.
Dans une étude de 2023, le FMI trouve que 10 % des mesures de resserrement des contrôles de capitaux sont prises lors d'un influx, confirmant le caractère cyclique de l'utilisation des contrôles de capitaux.

### Efficacité de résultat
Les études menées sur les résultats des contrôles de capitaux donnent des conclusions plutôt nuancées. Les contrôles de capitaux peinent à remplir leur objectif principal qui consiste en la réduction des flux intrants de capitaux, potentiellement déstabilisateurs. Toutefois, des analyses menées au niveau individuel, pays par pays, montre des cas de réussite plus prometteurs.
Le consensus est aujourd'hui que les contrôles de capitaux, s'ils ne réussissent pas à enrayer des influx de capitaux, peuvent du moins réussir à altérer la composition de ces flux (en allongeant la maturité des capitaux, en donnant une marge de manœuvre plus large à la politique monétaire).

### Distorsions et effets extérieurs
Les contrôles de capitaux peuvent avoir des externalités auprès de pays étrangers. Certaines études empiriques mettent en évidence que les flux de capitaux sont détournés vers d'autres pays au fur et à mesure que les contrôles de capitaux sont renforcés dans un pays. Cela implique ou bien l'abandon de la politique, ou bien une coordination internationale renforcée afin d'atteindre des résultats de manière concertée. La coordination peut exiger des emprunteurs la réduction des contrôles de l'entrée des capitaux ou un accord avec les bailleurs de fonds afin de partiellement internaliser les risques résultant de sorties de capital trop grandes ou risquées.

### Taux d'intérêt
La libre circulation des capitaux permet de rendre les marchés profonds et ainsi d'augmenter l'offre de capitaux, ce qui produit une pression à la baisse sur les taux d'intérêt. Dans le cas d'un contrôle des capitaux, le pays ne pourrait profiter des meilleurs taux du marché.

### Corruption
Certains auteurs mettent en avant la possibilité, dans les pays où la corruption est élevée, que les contrôles incluant des taxes mènent à un détournement de ces ressources non-fiscales par des fonctionnaires corrompus.

### Disponibilité du capital domestique
Les contrôles de capitaux sortants peuvent permettre au pays d'empêcher ses agents économiques d'utiliser leurs fonds pour acquérir des actifs étrangers, assurant ainsi au pays des capitaux disponibles pour des activités intérieures. Ce genre de contrôle du capital est toujours en vigueur en Inde et en Chine. En Inde, les contrôles peuvent inciter les résidents à fournir à bas prix des fonds directement pour le gouvernement, tandis qu'en Chine cela signifie que les entreprises Chinoises ont une source peu coûteuse de prêts. 
Les grandes entrées de capitaux endommagent souvent le développement économique d'une nation en provoquant l'appréciation de sa monnaie, en contribuant à l'inflation et en causant des boom économiques insoutenable qui précèdent souvent les crises financières provoquées par la sortie massive des capitaux en dehors du pays. Le risque de crise est particulièrement élevé dans les économies en développement où les flux entrants deviennent des prêts libellés en devises étrangères, ce qui rend les remboursements considérablement plus chers au fur et à mesure que la monnaie des pays en développement se déprécie. C'est connu sous le nom de péché originel,,.